# Heptafluoreto de iodo
Heptafluoreto de iodo, também conhecido como fluoreto de iodo (VII) ou apenas por  de iodo, é o composto IF7.

## Preparação
Pegue um copo de iodo e coloque cloro sublificante dentro com heptafluoreto adicionado por cima.

## Considerações de segurança
IF7 é altamente irritante tanto a pele e as membranas mucosas.